# Turpilio
Turpilio (fallecido en 409) fue un comandante militar romano, que ocupó los cargos de magister equitum y magister peditum.

## Carrera militar
Por recomendación del eunuco Olimpio, el emperador Honorio nombró a Turpilio magister equitum después de la destitución y ejecución del pariente del emperador Estilicón en 408. El año siguiente 409, fue promocionado a magister peditum, cargo en el que sustituyó a Varanes.
Después de la caída de Olimpio (409), Jovio y Alóbico organizaron un motín en Rávena cuya consecuencia fue la destitución de Turpilio y su condena al destierro. Durante su viaje fue asesinado por los miembros de su escolta.